# Il ministero della guerra sporca
Il ministero della guerra sporca (The Ministry of Ungentlemanly Warfare) è un film del 2024 diretto da Guy Ritchie.
La pellicola è l'adattamento cinematografico del libro Il ministero della guerra sporca. Le unità militari segrete di Churchill dietro le file naziste di Damien Lewis.

## Trama
Verso la fine del 1941, durante la seconda guerra mondiale, il Regno Unito sta lottando per fermare i tentativi della Germania nazista di conquistare l'Europa, con Londra che subisce regolarmente bombardamenti da parte della Luftwaffe. Con le loro navi di rifornimento e soccorso costantemente affondate dai sottomarini tedeschi, il generale di brigata Colin Gubbins, con il sostegno indiretto del primo ministro Winston Churchill, si prepara ad avviare l'operazione Postmaster, una missione di sabotaggio segreta non autorizzata volta a interrompere l'operazione di rifornimento degli U-Boot nazisti sull'isola Fernando Po controllata dagli spagnoli. Mentre gli agenti SOE Marjorie Stewart e Richard Heron partono in treno, Gubbins arruola Gus March-Phillips per assemblare una squadra di terra per distruggere la nave di rifornimento italiana Duchessa d'Aosta e due rimorchiatori ad essa collegati.
Utilizzando il peschereccio svedese neutrale Maid of Honor, Gus e i suoi alleati, Graham Hayes, Freddy Alvarez e l'ufficiale della marina danese Anders Lassen (l'unico suddito non britannico ad essere insignito della Victoria Cross), iniziano la lenta navigazione verso Fernando Po. Dopo aver scoperto che il sabotatore SOE Geoffrey Appleyard, che Gubbins aveva mandato avanti supponendo che Gus avrebbe mostrato interesse nel volerlo nella squadra, era stato catturato dagli agenti della Gestapo, deviano la rotta verso una sezione delle Isole Canarie controllata dai nazisti per una missione di salvataggio.
Nel frattempo, arrivati presto su Fernando Po, Marjorie e Heron usano la sala da gioco "illegale" di quest'ultimo per reclutare rinforzi per la squadra di Gus, mentre Marjorie seduce Heinrich Luhr, il comandante delle SS in carica. Dopo aver appreso che la Duchessa intende partire tre giorni prima del previsto, Gus fa navigare il suo equipaggio attraverso un blocco navale britannico dell'Africa occidentale occupata dai nazisti, pur sapendo che saranno arrestati se la loro missione non autorizzata verrà scoperta.
La notte del raid previsto, Marjorie e Heron apprendono che Luhr ha fatto rinforzare lo scafo della Duchessa nonostante le riserve dell'addetto italiano. Appena avvisati in tempo, Gus e Appleyard decidono che la cosa migliore da fare è dirottare le navi e usarle come merce di scambio dopo che una talpa nello staff di Gubbins rivela la missione al comando superiore. Sebbene Luhr alla fine se ne accorga quando il gesto di Marjorie inizia a "scivolare", il raid alla fine ha successo e Marjorie spara a Luhr in testa. Consegnando le barche a una flotta britannica fuori Lagos, la squadra viene comunque arrestata. Mentre aspettano di essere processati dalla corte marziale, vengono salvati e reclutati da Churchill come parte del suo "Ministero della guerra sporca", poiché le loro azioni non solo hanno gravemente danneggiato la forza navale dei nazisti, ma hanno anche permesso agli Stati Uniti, recentemente entrati in guerra dopo l'attacco giapponese a Pearl Harbor, di unirsi al teatro europeo.
Un montaggio di dettagli prima dei titoli di coda rivela le attività post-operazione di diversi protagonisti: Gus divenne un eroe di guerra e avrebbe guidato diversi raid simili durante la guerra prima di sposare Marjorie all'inizio della sua carriera di attrice; Appleyard avrebbe ricevuto diversi encomi per il suo ruolo nella missione, con grande divertimento del re; Hayes sarebbe diventato una spia altamente qualificata, nota per essere sopravvissuta a un anno di torture naziste senza cedere; Lassen avrebbe continuato a prendere parte a raid al di fuori del gruppo fino alla sua morte nel 1945; Ian Fleming, che aveva fatto parte della cerchia ristretta di Gubbins durante questo periodo, avrebbe utilizzato l'Operazione Postmaster come base ispiratrice per i suoi romanzi di James Bond.

## Produzione
Nel 2015 la Paramount Pictures acquistò i diritti del libro di Lewis e nel febbraio 2021 Guy Ritchie si unì ufficialmente al progetto in veste di regista. Nell'ottobre dello stesso anno Henry Cavill ed Eiza González si sono uniti al cast e la Paramount ha annunciato di non essere più legata in alcun modo al film. Nel febbraio 2023 Alan Ritchson, Henry Golding, Alex Pettyfer e Cary Elwes si sono uniti al cast.
Le riprese si sono svolte in Adalia tra il febbraio e l'aprile 2023.

## Promozione
Il primo trailer è stato diffuso il 30 gennaio 2024.

## Distribuzione
Il film è stato distribuito nelle sale statunitensi il 19 aprile 2024 dalla casa produttrice Lionsgate. In Italia arriva direttamente sulla piattaforma di streaming Prime Video il 25 luglio 2024